# Oued Abiod
L'oued Abiod en chaoui : ⵉⵖⵣⵉⵔ ⴰⵎⴻⵍⵍⴰⵍ (Ighzir Amellal) : est un cours d'eau qui traverse le massif des Aurès au nord-est de l'Algérie ; il prend sa source à environ 2 000 mètres d'altitude
, près du Djebel Chélia, point culminant de l'Aurès (2 328 m), et coule vers le Sahara (Biskra) selon un axe nord-est/sud-ouest.

## Géologie
La vallée de cet oued est une dépression synclinale soulevée au Pléistocène, où l'oued s'est enfoncé au fur et à mesure du soulèvement.

## Géographie

### Partie supérieure du cours
Ce cours d'eau prend naissance dans une région où prédomine la végétation méditerranéenne de montagne (cèdres, chênes verts), la pluviosité étant encore suffisante. Il traverse d'abord le Djebel Ichmoul.

### Partie moyenne du cours
Il coule entre le Djebel El Arezg à l'ouest, le Djebel Zellatou, puis le Djebel Ahmar Khaddou à l'est, dans une vallée encaissée parfois désignée comme « cañon de l'oued Abiod ».
Après avoir dépassé la ville d'Arris, l'oued s'enfonce dans les gorges de Tighanimine, longues de 3 km. Il est alors bordé d'une ancienne voie romaine ; une inscription gravée dans la roche indique qu'elle a été construite en 145 av. J.-C. par un détachement syrien de la Quatrième Légion.
L'oued passe notamment par le village de Ghoufi (commune de Ghassira)], célèbre pour ses « balcons ».
À la sortie des gorges, le paysage de la vallée devient franchement désertique.

### Partie inférieure du cours

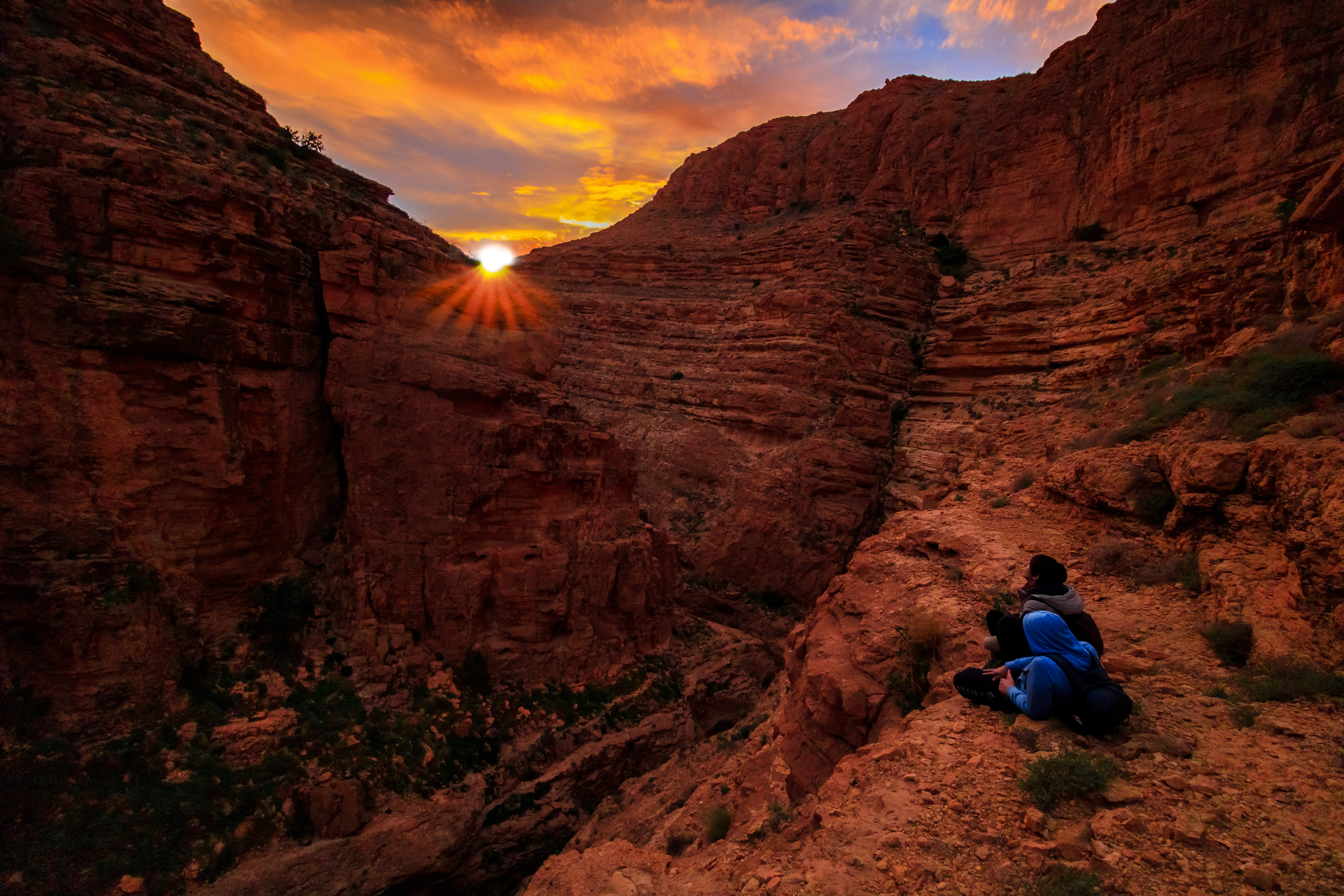
Canyon de l'Oued Abiod à la commune de M'Chouneche. Novembre 2018.

Plus au sud, l'oued traverse Baniane (commune de M'Chouneche), sort de la montagne dans la région de Biskra, puis l'eau se perd dans les sables du désert.